# 小行星72819
小行星72819（72819 Brunet）是一颗绕太阳运转的小行星，为主小行星带小行星。该小行星于2001年4月18日发现。
該小行星以法國天文學家約瑟夫·布魯內（Joseph Brunet）命名。

## 轨道参数
小行星72819的轨道半长轴为3.1740269 UA，离心率为0.062。